# Чудь
Чудь (ед. ч. чудин) — собирательное древнерусское название ряда племён и народностей, как правило, прибалтийско-финской группы (водь, весь, сумь, емь, корела, ижора, эсты и др.).
Впервые чудь идентифицировал как «финландцев либо естландцев» в 1734 году профессор из Або Альгот Скарина (1684—1771) в диссертации «De originibus priscæ gentis Varegorum». Этноним употреблялся до конца XIX века в официальных документах Российской империи, но единообразия не было, слово «чудь» могло обозначать разные группы: финны и чудь могли быть синонимами, но могли и разбиваться на «чудь в пространном смысле» и «карелов», при этом первая группа делилась на «чудь/чухарей в тесном смысле» и водь/эстов — «чухну».

## Этимология
Народная версия происхождения слова «чудь» состоит в том, что язык чуди был непонятным, «чудным», предполагается также, что одного корня с «чудь» прилагательное «чужой». Однако в ряде финно-угорских языков похожим словом называют мифологического персонажа (см. ниже). В специальных этимологических работах предполагается, что первоначально этим словом обозначали восточных германцев, возможно, готов. Вероятный источник — готское слово þiuda «народ», имеющее праиндоевропейское происхождение.

## Исторические упоминания
В зависимости от контекста под «чудью» древнерусские летописные источники, очевидно, разумеют разные финно-угорские народы:
- В «Повести временных лет» (859 год) летописец сообщает, что «варяги из заморья обложили данью чудь, ильменских словен, мерю и кривичей, а хазары — полян, северян, вятичей»; здесь проводится различие между мерей и чудью[7].
- В сообщении за 882 год, когда Олег отправился в поход, «взяв с собою много воинов: варягов, чудь, словен, мерю, весь, кривичей, и пришёл к Смоленску с кривичами, и принял власть в городе»[8]. Наряду с чудью упоминается и весь. Хотя летописец не отождествляет весь с чудью, вепсы официально именовались в Российской империи «чудью» до самого 1917 года[9].
- В лето 6415 (907 г.) Чудь участвовала в походе Олега на Царьград (ПСРЛ т. XXXIII стр.16).
- В 1030 году Ярослав Мудрый предпринял поход на чудь («и победил их, и поставил город Юрьев»). Как можно понять из географического контекста, под «чудью» здесь имеются в виду эсты. В более поздних сообщениях летописей эсты и сету всегда называются чудью, причём последние известны с уточнением «чудь псковская». Из летописных источников известно, что знатные представители чуди жили в Новгороде (Чудинцева улица) и Киеве (двор Чудин, куда переселил «лучших мужей» из кривичей, вятичей, новгородцев и чуди в 982 году Владимир Святославич).
- Начиная с XIII века, помимо эстов, «чудью» называют также и другие родственные им прибалтийско-финские народности, жившие в пределах Новгородской республики, — не только весь и водь, но также ижору и корелу, предков ливвиков, одного из карельских субэтносов называли чудью олонецкой, а в Заволочье также чудь заволочскую. Не исключено, что последнее представляет собой не просто имя предков народа коми, но собирательное название для нескольких разных племён[10]. Позже в оборот входит обозначение эстов — чухна.

В старорусской берестяной грамоте № 52 упоминается «у цюдина поло бѣ».

## Современность

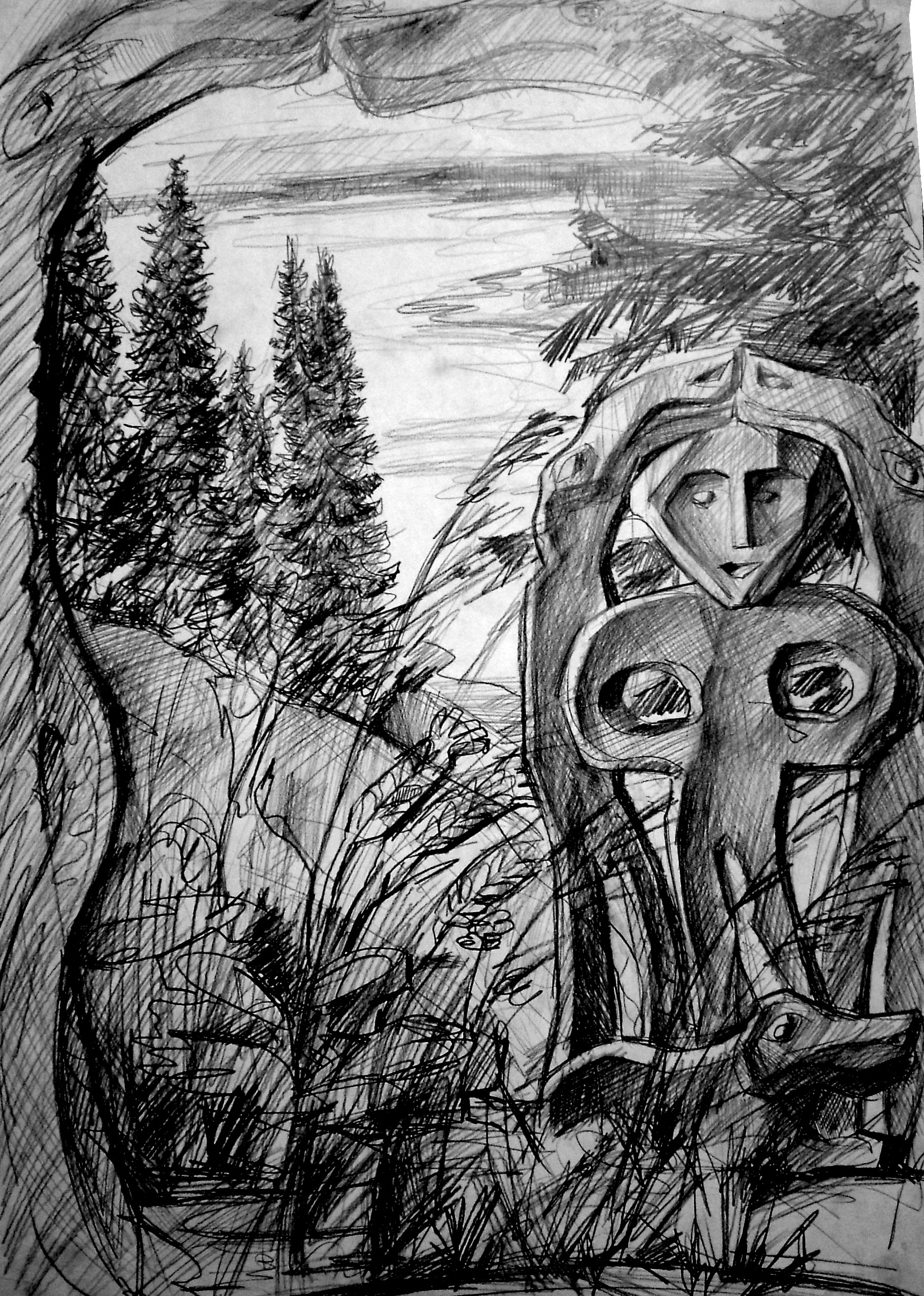
«Чуди» (из серии графики художника-краеведа А. Г. Вороны), 2004 г.
Отражение подземного мира на найденных археологами медных и бронзовых украшениях связано с высоким качеством горных работ чудских племён и имеет реалистический характер: древняя чудь не только находила ископаемых ящеров, но и изображала человека стоящим на ящере или оседлавшим его

У удмуртов есть родовые наименования Чудъя (Шудья), Чудна; часть коми называли так своих ещё некрещённых предков. На территории расселения удмуртов и коми распространён топоним Шудья.
В справочнике «Алфавитный список народов, обитающих в Российской Империи» 1895 года издания под номером № 132 была внесена чудь (вепсы) численностью 13 250 человек (данные за 1865 год). В 1926 году чудь была внесена под номером № 34 в «Словарь народностей для разработки материалов Всесоюзной переписи населения 1926 года», в 1959 году чудь была внесена под номером № 64 в «Словарь национальностей всесоюзной переписи населения 1959 года», а в 1989 году чудь была внесена под номером № 101 в «Алфавитный словарь национальностей» для Всесоюзной переписи населения 1989 года. В 2002 году чудь внесена под кодом № 351 в «Перечень национальностей и языков РФ», а потом в аналогичный документ за 2010 год. В 2010 году во время переписи ещё несколько десятков человек записали себя в чудь, а по словам местного жителя, всего чуди в Пинежском районе около 200 человек. Большинство из людей, относящих себя к этой национальности, проживают в Пинежском районе Архангельской области, вероятно — самоназвание малых групп финно-угорского населения Архангельской области, появившееся в XX веке. В переписи 2020—2021 года чудь не считалась отдельно, а входила составной частью в вепсов.
От этнонима образованы названия многочисленных населённых пунктов, включая город Чудово, а также ряд гидронимов, Чудское озеро и, возможно, река Чуть.

## Фольклор
Иногда «чудью» называют мифологический персонаж («чудь белоглазая»), близкий по значению к европейским эльфам и гномам (встречается в фольклоре, в том числе и у коми и у саамов). Схожие легенды известны в Сибири у сибирских татар и манси о сыбырах, у алтайцев — о бурутах, у ненцев — о сихиртя.

## Топонимика
- Чудское озеро